# Sinegorje (Magadan)
Sinegorje (russisch Синего́рье) ist eine Siedlung städtischen Typs in der Oblast Magadan (Russland) mit 1891 Einwohnern (Stand 1. Oktober 2021).

## Geographie

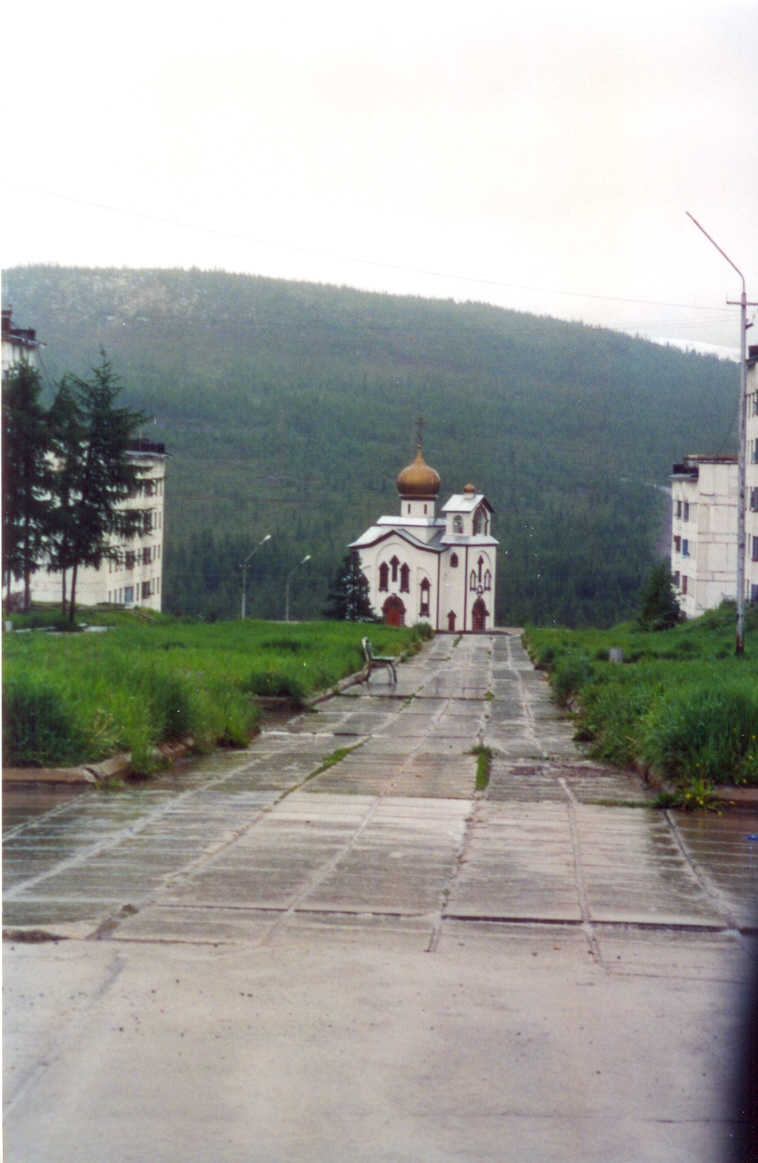
Mariä-Verkündigungs-Kirche in Sinegorje

Der Ort liegt etwa 280 km Luftlinie nördlich des Oblastverwaltungszentrums Magadan am linken Ufer der Kolyma einige Kilometer oberhalb der Einmündung des rechten Nebenflusses Bachaptscha.
Sinegorje gehört zum Rajon Jagodninski und befindet sich knapp 70 km südöstlich von dessen Verwaltungszentrum Jagodnoje. Die Siedlung ist Sitz und einzige Ortschaft der Stadtgemeinde (gorodskoje posselenije) Possjolok Sinegorje.

## Geschichte
Die Siedlung entstand ab 1971 im Zusammenhang mit der Errichtung des Dammes und Wasserkraftwerkes des Kolyma-Stausees, die wenige Kilometer flussaufwärts liegen. Bereits 1972 erhielt Sinegorje den Status einer Siedlung städtischen Typs. Der Name ist von sinije gory abgeleitet, russisch für Blaue Berge. Nach der Fertigstellung des Kraftwerks in den 1990er-Jahren verließen die meisten Einwohner den Ort, der nunmehr vorwiegend von den Beschäftigen des Kraftwerks und deren Familien bewohnt wird.
1999 wurde in Sinegorje die Mariä-Verkündigungs-Kirche (russisch chram Blagoweschtschenija Preswjatoi Bogorodizy) geweiht; der Ort ist namensgebend für die Eparchie von Magadan und Sinegorje der Russisch-Orthodoxen Kirche.

### Bevölkerungsentwicklung
| Jahr | Einwohner |
| ---- | --------- |
| 1979 | 8.282     |
| 1989 | 11.645    |
| 2002 | 4.071     |
| 2010 | 2.821     |
| 2021 | 1.891     |

Anmerkung: Volkszählungsdaten

## Verkehr
Nach Sinegorje führt eine gut 30 km lange Stichstraße, die in Debin von der Fernstraße R504 Kolyma abzweigt, die Magadan mit Nischni Bestjach bei Jakutsk verbindet. Der gut 20 km nordnordöstlich am linken Kolymaufer gelegene kleine Flughafen Sinegorje ist seit 2000 außer Betrieb.